# Рождество на площади
«Рождество на площади» (англ. Christmas on the Square) — американский рождественский музыкальный фильм 2020 года режиссёра Дебби Аллен. Главные роли исполнили Долли Партон, Кристин Барански, Дженифер Льюис и Трит Уильямс. В центре сюжета богатая Реджина Фуллер (Барански), возвратившаяся в свой родной город, чтобы выселить жителей и продать землю застройщику торгового центра. Netflix выпустил фильм 22 ноября 2020 года. На 73-й прайм-таймовой премии «Эмми» фильм «Рождество на площади» получил награду за лучший телевизионный фильм.

## В ролях
- Долли Партон — Ангел
- Дженифер Льюис — Марджелин
- Джош Сегарра — пастор Кристиан Хэтэуэй
- Джанин Мейсон — Фелисити Соренсон
- Мэри Лейн Хаскелл — Дженна Хэтэуэй
- Трит Уильямс — Карл Пеллэм
- Кристин Барански — Реджина Фуллер
- Брэндон Хадсон — Рэнди

## Песни
Долли Партон написала все песни, представленные в фильме. Альбом с саундтреком не был выпущен, хотя Партон записала версии «Christmas Is» и «Christmas on the Square» для своего альбома 2020 года A Holly Dolly Christmas. «Try» первоначально была включена в альбом Партон 2014 года Blue Smoke.
1. «Main Title» — Orchestra
2. «Christmas Is / Christmas on the Square / Gotta Get Out / Maybe, Just Maybe / So Sorry» — Долли Партон, Кристин Барански, Джош Сегарра, Мэри Лейн Хаскелл, Джанин Мейсон
3. «You» — Джош Сегарра, Мэри Лейн Хаскелл
4. «Queen of Mean» — Дженифер Льюис
5. «Keeper of Memories» — Трит Уильямс
6. «Everybody Needs an Angel» — Долли Партон
7. «Light Your Lamp» — Долли Партон
8. «Wickedest Witch of the Middle» — Джош Сегарра
9. «Try» — Джош Сегарра, Мэри Лейн Хаскелл
10. «Fairytale» — Сейла Кимбро Джонс, Кристин Барански
11. «Maybe, Just Maybe» (Реприза 1) — Кристин Барански
12. «A Father’s Prayer» — Douglas Sills
13. «Everybody Needs an Angel» (Реприза) — Долли Партон, Джанин Мейсон
14. «Rearview Mirror / Happy Town / Just Dance» — Долли Партон, Кристин Барански
15. «Maybe, Just Maybe» (Реприза 2) — Кристин Барански
16. «A Father’s Prayer» (Реприза) — Мэттью Джонсон
17. «Christmas Is» (Реприза) — Джанин Мейсон
18. «Try» (Реприза) — Мэри Лейн Хаскелл
19. «Angels Know» — Долли Партон
20. «Maybe, Just Maybe» (Реприза 3) — Кристин Барански
21. «Try» (Gospel Реприза) — Дженифер Льюис
22. «An Angel’s Prayer» — Долли Партон
23. «Forgive Me» — Кристин Барански
24. «Christmas Is / Christmas on the Square»
25. «Try» (End Credits) — Долли Партон

## Отзывы критиков
На сайте-агрегаторе Rotten Tomatoes фильм имеет рейтинг одобрения 63 %, основанный на 35 отзывах критиков, со средним рейтингом 5,7/10. Мнение критиков сайта гласит: «Рождество Долли Партон на площади не совсем соответствует стандартам своей звезды, но его ошеломляющее хорошее настроение и веселое самосознание могут быть именно тем, что ищут зрители». На Metacritic у него средний балл 51 из 100 на основе 7 критиков, что указывает на «смешанные или средние отзывы».

## Награды и номинации
| Год  | Премия                            | Категория | Номинант  | Ист.   |
| ---- | --------------------------------- | --- | --------- | ------ |
| 2021 | Dorian Awards                     | Campiest TV Show | Номинация | [ 10 ] |
| 2021 | Golden Reel Awards                | Outstanding Achievement in Sound Editing – Sound Effects, Foley, Music, Dialogue and ADR for Non-Theatrical Feature Film Broadcast Media | Номинация | [ 11 ] |
| 2021 | Primetime Emmy Awards             | Outstanding Television Movie | Победа    | [ 12 ] |
| 2021 | Primetime Emmy Awards             | Outstanding Choreography for Scripted Programming                                                                                        | Победа    | [ 12 ] |
| 2021 | Producers Guild of America Awards | Outstanding Producer of Streamed or Televised Motion Pictures                                                                            | Номинация | [ 13 ] |